# Eulima alaskensis
Eulima alaskensis är en snäckart som först beskrevs av Bartsch 1917.  Eulima alaskensis ingår i släktet Eulima och familjen Eulimidae. Inga underarter finns listade i Catalogue of Life.